# Villers-la-Faye
Villers-la-Faye è un comune francese di 415 abitanti situato nel dipartimento della Côte-d'Or nella regione della Borgogna-Franca Contea.

## Società

### Evoluzione demografica
Abitanti censiti